# CD23
CD23, inaczej FcεRII lub Fc epsilon RII – receptor o niskim powinowactwie dla immunoglobuliny E (IgE), przeciwciała odgrywającego istotną rolę w reakcjach alergicznych i odporności na inwazje pasożytnicze.
FcεRII odgrywa istotną rolę w regulacji poziomu przeciwciał IgE. Białko receptorowe CD23 należy do lektyn. Znajduje się na powierzchni dojrzałych limfocytów B, limfocytów T, monocytach, aktywowanych makrofagach, eozynofilach, komórkach dendrytycznych i płytkach krwi.
Występują dwie formy receptora CD23: CD23a (FcεRIIa) i CD23b (FcεRIIb). CD23a występuje stale na powierzchni limfocytów B, natomiast CD23b wymaga działania Il-4 do ekspresji na powierzchni monocytów, makrofagów, komórek Langerhansa, płytek krwi i eozynofili.
Funkcją receptora FcεRII jest regulacja reakcji immunologicznej zależnej od IgE i aktywacja limfocytów B.